# Lijst van voetbalinterlands Brazilië - Peru
Deze lijst van voetbalinterlands is een overzicht van alle officiële voetbalwedstrijden tussen de nationale teams van Brazilië en Peru. De Zuid-Amerikaanse buurlanden speelden tot op heden 52 keer tegen elkaar. De eerste ontmoeting, een wedstrijd tijdens de Copa América 1937, werd gespeeld in Buenos Aires (Argentinië) op 27 december 1936. Het laatste duel, een kwalificatiewedstrijd voor het Wereldkampioenschap voetbal 2026, werd gespeeld op 15 oktober 2024 in Brasilia.

## Wedstrijden
| №  | Plaats                  | Datum             | Competitie              | Wedstrijd       | Uitslag |
| -- | ----------------------- | ----------------- | ----------------------- | --------------- | ------- |
| 1  | Buenos Aires            | 27 december 1936  | Copa América 1937       | Peru – Brazilië | 2 – 3   |
| 2  | Montevideo              | 21 januari 1942   | Copa América 1942       | Peru – Brazilië | 1 – 2   |
| 3  | Rio de Janeiro          | 24 april 1949     | Copa América 1949       | Brazilië – Peru | 7 – 1   |
| 4  | Santiago                | 10 april 1952     | Vriendschappelijk       | Peru – Brazilië | 0 – 0   |
| 5  | Lima                    | 19 maart 1953     | Copa América 1953       | Peru – Brazilië | 1 – 0   |
| 6  | Montevideo              | 1 februari 1956   | Copa América 1956       | Brazilië – Peru | 2 – 1   |
| 7  | Mexico-Stad             | 6 maart 1956      | Vriendschappelijk       | Brazilië – Peru | 1 – 0   |
| 8  | Lima                    | 31 maart 1957     | Copa América 1957       | Peru – Brazilië | 0 – 1   |
| 9  | Lima                    | 13 april 1957     | WK 1958 kwalificatie    | Peru – Brazilië | 1 – 1   |
| 10 | Rio de Janeiro          | 21 april 1957     | WK 1958 kwalificatie    | Brazilië – Peru | 1 – 0   |
| 11 | Buenos Aires            | 10 maart 1959     | Copa América 1959       | Brazilië – Peru | 2 – 2   |
| 12 | Cochabamba              | 10 maart 1963     | Copa América 1963       | Brazilië – Peru | 1 – 0   |
| 13 | São Paulo               | 4 juni 1966       | Vriendschappelijk       | Brazilië – Peru | 4 – 0   |
| 14 | Rio de Janeiro          | 8 juni 1966       | Vriendschappelijk       | Brazilië – Peru | 3 – 1   |
| 15 | Lima                    | 14 juli 1968      | Vriendschappelijk       | Peru – Brazilië | 3 – 4   |
| 16 | Lima                    | 17 juli 1968      | Vriendschappelijk       | Peru – Brazilië | 0 – 4   |
| 17 | Porto Alegre            | 7 april 1969      | Vriendschappelijk       | Brazilië – Peru | 2 – 1   |
| 18 | Rio de Janeiro          | 9 april 1969      | Vriendschappelijk       | Brazilië – Peru | 3 – 2   |
| 19 | Guadalajara             | 14 juni 1970      | WK 1970                 | Brazilië – Peru | 4 – 2   |
| 20 | Belo Horizonte          | 30 september 1975 | Copa América 1975       | Brazilië – Peru | 3 – 1   |
| 21 | Lima                    | 4 oktober 1975    | Copa América 1975       | Peru – Brazilië | 0 – 2   |
| 22 | Cali                    | 10 juli 1977      | WK 1978 kwalificatie    | Brazilië – Peru | 1 – 0   |
| 23 | Rio de Janeiro          | 1 mei 1978        | Vriendschappelijk       | Brazilië – Peru | 3 – 0   |
| 24 | Mendoza                 | 14 juni 1978      | WK 1978                 | Brazilië – Peru | 3 – 0   |
| 25 | Brasilia                | 28 april 1985     | Vriendschappelijk       | Brazilië – Peru | 1 – 0   |
| 26 | São Luís                | 1 april 1986      | Vriendschappelijk       | Brazilië – Peru | 4 – 0   |
| 27 | Fortaleza               | 10 mei 1989       | Vriendschappelijk       | Brazilië – Peru | 4 – 1   |
| 28 | Lima                    | 24 mei 1989       | Vriendschappelijk       | Peru – Brazilië | 1 – 1   |
| 29 | Salvador                | 3 juli 1989       | Copa América 1989       | Brazilië – Peru | 0 – 0   |
| 30 | Cuenca                  | 18 juni 1993      | Copa América 1993       | Brazilië – Peru | 0 – 0   |
| 31 | Rivera                  | 10 juli 1995      | Copa América 1995       | Brazilië – Peru | 2 – 0   |
| 32 | Santa Cruz de la Sierra | 26 juni 1997      | Copa América 1997       | Brazilië – Peru | 7 – 0   |
| 33 | Lima                    | 4 juni 2000       | WK 2002 kwalificatie    | Peru – Brazilië | 0 – 1   |
| 34 | São Paulo               | 25 april 2001     | WK 2002 kwalificatie    | Brazilië – Peru | 1 – 1   |
| 35 | Cali                    | 15 juli 2001      | Copa América 2001       | Brazilië – Peru | 2 – 0   |
| 36 | Lima                    | 16 november 2003  | WK 2006 kwalificatie    | Peru – Brazilië | 1 – 1   |
| 37 | Goiânia                 | 27 maart 2005     | WK 2006 kwalificatie    | Brazilië – Peru | 1 – 0   |
| 38 | Lima                    | 18 november 2007  | WK 2010 kwalificatie    | Peru – Brazilië | 1 – 1   |
| 39 | Porto Alegre            | 1 april 2009      | WK 2010 kwalificatie    | Brazilië – Peru | 3 – 0   |
| 40 | Temuco                  | 14 juni 2015      | Copa América 2015       | Brazilië – Peru | 2 – 1   |
| 41 | Salvador                | 17 november 2015  | WK 2018 kwalificatie    | Brazilië – Peru | 3 – 0   |
| 42 | Foxborough              | 12 juni 2016      | Copa América Centenario | Peru – Brazilië | 1 – 0   |
| 43 | Lima                    | 15 november 2016  | WK 2018 kwalificatie    | Peru – Brazilië | 0 – 2   |
| 44 | São Paulo               | 22 juni 2019      | Copa América 2019       | Peru – Brazilië | 0 − 5   |
| 45 | Rio de Janeiro          | 7 juli 2019       | Copa América 2019       | Brazilië – Peru | 3 − 1   |
| 46 | Los Angeles             | 11 september 2019 | Vriendschappelijk       | Peru − Brazilië | 1 − 0   |
| 47 | Lima                    | 13 oktober 2020   | WK 2022 kwalificatie    | Peru − Brazilië | 2 − 4   |
| 48 | Rio de Janeiro          | 17 juni 2021      | Copa América 2021       | Peru − Brazilië | 0 − 4   |
| 49 | Rio de Janeiro          | 5 juli 2021       | Copa América 2021       | Peru − Brazilië | 0 − 1   |
| 50 | São Lourenço da Mata    | 9 september 2021  | WK 2022 kwalificatie    | Brazilië − Peru | 2 − 0   |
| 51 | Lima                    | 12 september 2023 | WK 2026 kwalificatie    | Peru − Brazilië | 0 − 1   |
| 52 | Brasilia                | 15 oktober 2024   | WK 2026 kwalificatie    | Brazilië − Peru | 4 − 0   |

## Samenvatting
| Competitie        | Totaal gespeeld | Winst Brazilië | Gelijk | Winst Peru | Doelsaldo Brazilië – Peru |
| ----------------- | --------------- | -------------- | ------ | ---------- | ------------------------- |
| WK-eindronde      | 2               | 2              | 0      | 0          | 7 – 2                     |
| WK-kwalificatie   | 15              | 11             | 4      | 0          | 27 − 6                    |
| Copa América      | 21              | 15             | 3      | 3          | 47 − 14                   |
| Vriendschappelijk | 14              | 10             | 2      | 2          | 33 – 11                   |
| Totaal            | 52              | 38             | 9      | 5          | 110 – 33                  |

Wedstrijden bepaald door strafschoppen worden, in lijn met de FIFA, als een gelijkspel gerekend.